# Mångfald (samhälle)
Mångfald är i Sverige inom olika forskningsområden och i samhällsdebatten ett begrepp som ofta används för att beskriva en variation av olika egenskaper hos individerna i en social grupp.  Begreppet  är liksom andra politiska värdeord, t.ex. rättvisa, jämställdhet och jämlikhet, mycket mångtydigt. Vad mångfald egentligen innebär och hur det ska uppnås råder det olika åsikter om. När det handlar om olikheter i arbetslivet med avseende på kön, etnicitet, ålder och funktionshinder finns ofta ett rättvise- eller diskrimineringsperspektiv. Förespråkare för mångfald ser ibland olikhet inom en grupp och därmed mångfald som en resurs. Bland annat uttrycker Sveriges regeringskansli (december 2022) att mångfald bidrar till effektivitet i verksamheten.
Kritiker menar att mångfaldsbegreppet ofta används för att förespråka mångfald på gruppbasis, eller mångfald av etniska grupper, istället för att rikta in sig på individen. De menar att begreppet i betydelsen mångfald av etniska grupper istället för individer kan legitimera särbehandling av till exempel svenskar och invandrare, något som är förbjudet i svensk lag. Andra kritiker menar att fokus på mångfald riskerar att skapa ett ensidigt grupperspektiv som reproducerar och förstärker ojämlikhet genom att individen reduceras till en kategori som avgör avgör bemötande, värderande och attityder i förhållande till individen.

## I Sverige

### Mångfaldsbarometern[7]
Mångfaldsbarometern publiceras årligen av Högskolan i Gävle. 
År 2022 ansåg 74 % att Sverige berikas kulturellt av människor med utländsk bakgrund, och det är en tydlig positiv trend sedan 2016. Samtidigt säger undersökningen att det finns ett tydligt krav från en majoritet på 82 procent att utrikesfödda måste anpassa sig till svenska vanor och traditioner.
Trendmässigt över tid, ökar andelen svenskar som dagligen umgås med människor med utomeuropeisk bakgrund. Enligt undersökningen umgås svenskarna klart oftast med människor från andra länder inom norden och Europa. Däremot har det sociala umgänget för svenskar ökat under pandemin och fortsätter successivt, med bland annat människor från Europa, utanför Norden och också med människor från andra delar av världen, som Mellanöstern och övriga Asien. 
Sedan den stora flyktinginvandringen år 2015, då attityder mot invandring blev mer negativa, har attityderna successivt blivit mer positiva.
69 % av respondenterna svarade att invandrare ska ha samma rättigheter som medborgare i Sverige. Dessa resultat tolkades som att det finns en öppenhet i Sverige för andra kulturella inslag men att dessa måste integreras i en gemensam svensk kultur. Ungefär 60 procent av den svenska befolkningen anser att utrikesfödda ska behålla sina kulturella traditioner.
Det finns ett starkare stöd i den svenska populationen för att ett svenskt medborgarskap ska vara villkorat med att man sköter sig som invandrare. En majoritet, 61 procent, menar att de som sköter sig, skaffar ett jobb och inte överutnyttjar socialförsäkringssystemet bör få bli svenska medborgare.

### Inom politiken
I mitten på 70-talet blev mångkulturen ett viktigt inslag i den svenska modellen för välfärdsstatspolitik. Den slog fast principer som då var vägledande för Sveriges migrationspolitik, det vill säga jämlikhet, valfrihet och partnerskap.
Under mitten av 90-talet såg vi en förändring i svensk mångkulturpolitik. Frågan om inkludering av migranter i samhället förvandlades i stort till en fråga om integration av migranter in på arbetsmarknaden, och integrationspolitiken bestod huvudsakligen av åtgärder för att främja anställbarhet.  Den nya policyn la sin tonvikt på individens skyldigheter och rättigheter inom samhället, och inte individens grupptillhörighet. Därför innehåller den politiska retoriken i Sveriges integrations- och minoritetspolitik ofta orden ”samma rättigheter och skyldigheter” och ”samma möjligheter”. Idealet om ett mångkulturellt Sverige blev successivt nedprioriterat och tyngdpunkten lades istället på samma rättigheter och skyldigheter och icke-diskriminering.
Begreppet mångfald förekommer frekvent i den politiska debatten. Vissa förknippar mångfald med det likaledes frekvent förekommande begreppet identitetspolitik. Som ofta är fallet när det kommer till politiska värdeord är det inte alltid tydligt för alla vad som egentligen avses.

### Inom skolan
Skolverket anser att ett internationellt perspektiv i undervisningen är viktigt för att kunna se den egna verkligheten i ett globalt sammanhang, detta för att kunna skapa internationell solidaritet samt för att leva i ett samhälle med täta kontakter över kultur- och nationsgränser. Det innebär också att utveckla förståelse för den kulturella mångfalden inom landet. Läroplanen för grundskolan samt för förskoleklassen och fritidshemmet säger att den svenska undervisningen "ska ta tillvara olikheter och mångfald och på så sätt ge eleverna möjlighet att fördjupa sin förståelse för olika sätt att tänka och vara".

## Definitioner

### Ordböcker
Begreppet mångfald, i den betydelse som här avses, definieras av Svenska Akademiens ordbok som ett förhållande som är växlande eller varierande och/eller som en generell beteckning för sådant som inom sig uppvisar åtskillnad. Norstedts Svenska Ordbok definierar begreppet som en kulturell och åsiktsmässig mångfald i samhället, en organisation.

### Vardagsspråk
Vilka egenskaper begreppet omfattar varierar, ibland avses enbart etnisk mångfald men ofta ges begreppet en bredare betydelse.  I många sammanhang där man arbetar för att främja jämställdhet eller motverka diskriminering omfattar begreppet även kön, ålder och funktionshinder, men det kan också utvidgas till att omfatta sexuell läggning och klass. Begreppet kan i andra sammanhang omfatta även bostadsort och social bakgrund.

## Mångfald i organisationer och samhället
Förekomsten av mångfald i en verksamhet betraktas ofta som en viktig demokrati- och jämlikhetsfråga. Inom en organisation kan mångfald ses som ett verktyg för att nå personalpolitiska mål som att medarbetarna ska känna arbetsglädje och stolthet, ha inflytande och möjlighet att utvecklas både i arbetet och som individer.
Forskarna Paulina de los Reyes och Lena Martinsson menar att förståelsen för mångfaldsbegreppet gjort det möjligt att betrakta olikhet som något eftersträvansvärt och som en tillgång för individen och samhället.